# ميخائيل اليان
ميخائيل إليان هو سياسي سوري، وأحد مؤسسي الكتلة الوطنية؛ نشط خلال الجمهورية السورية الأولى، وشغل وزارة الخارجية في عام 1945، واُنتُخِب نائباً عن حلب في البرلمان السوري لعدة دورات. 
ميخائيل إليان (1905 – غير معروف)، سياسي سوري من حلب وأحد أركان الكتلة الوطنية في زمن الانتداب الفرنسي. كان وزيراً للخارجية في حكومة الرئيس فارس الخوري سنة 1945، وفي مطلع عهد الاستقلال شارك في تأسيس الحزب الوطني وانتخب أميناً عاماً لفرعه بحلب. وفي سنة 1956 هرب من سوريا إلى تركيا إبّان اتهامه بمحاولة انقلاب ضد المصالح المصرية والسوفيتية بدمشق، وحُكم عليه بالإعدام غيابياً.

#### البداية
ولد ميخائيل إليان في حلب وهو سليل عائلة مسيحية عريقة وثرية. الكثير من المصادر تقول إنه تولد سنة 1880 ولكنه في الحقيقة من مواليد عام 1905. درس في مدارس حلب الأرثوذكسية وانتسب إلى الكتلة الوطنية سنة 1932.

#### إليان وزيراً
ساهم في الإضراب الستيني عام 1936 وانتخب نائباً عن حلب في البرلمان السوري سنة 1943. بعدها بسنتين سمّي وزيراً للخارجية في حكومة الرئيس فارس الخوري قبل تعيينه وزيراً للأشغال العامة في حكومة سعد الله الجابري الثالثة والأخيرة.

#### تأسيس الحزب الوطني
مع جلاء القوات الفرنسية عن سورية في 17 نيسان 1946 تعاون مع الرئيس الجابري على إنشاء الحزب الوطني كوريث شرعي للكتلة الوطنية. انتُخب الجابري رئيساً مؤسساً للحزب وميخائيل إليان رئيساً لفرعه في حلب. وفي حرب فلسطين عُيّن وزيراً للاقتصاد الوطني في حكومة جميل مردم بك الخامسة – ممثلاً عن الحزب الوطني – من 22 آب ولغاية استقالته في 9 تشرين الثاني 1948، احتجاجاً على إدارة المعارك في فلسطين.

#### المؤامرة العراقية
في منتصف الخمسينيات ترأس ميخائيل إليان مجموعة من السياسيين السوريين المطالبين بإقامة وحدة سورية – عراقية تحت عرش الأسرة الهاشمية الحاكمة في بغداد. وتواصل مع صديقه الأمير عبد الإله – خال الملك فيصل الثاني – وفي 4 حزيران 1954 اجتمع مع رئيس الحكومة العراقية الدكتور جميل المدفعي في قرية برمانة اللبنانية واتفق معه على تأييد مشروع الهلال الخصيب الذي نادى به سلفه الرئيس نوري السعيد. وفي شباط 1955 ساند حلف بغداد الذي أسس من قبل بريطانيا والعراق وغيرها من الدول للحد من النفوذ الشيوعي في المنطقة، ولكن الحكومة السورية رفضته.
بعدها بأشهر، بدأ بالتخطيط لانقلاب عسكري يُطيح بحلفاء الاتحاد السوفيتي ومصر في سورية. حصل إليان على تمويل كبير من العراق، جنّد من خلاله فلول الحزب السوري القومي الاجتماعي، مع عدد من السياسيين المناهضين لسياسات الرئيس جمال عبد الناصر، مثل الدكتور منير العجلاني والدكتور عدنان الأتاسي وغيرهم. كانت خطتهم تجهيز وتدريب عناصر من الحزب السوري القومي في قرية ضهور الشوير اللبنانية، ليدخلوا دمشق وينفذوا سلسلة اغتيالات ضد شخصيات محسوبة على عبد الناصر في سورية، ومنهم الزعيم الاشتراكي أكرم الحوراني والعقيد عبد الحميد السراج، مدير المكتب الثاني. وكانت الخطة أن يضعوا رئيس الجمهورية شكري القوتلي أمام خيارين: إمّا التخلّي عن الاتحاد السوفيتي ومصر أو التنحي عن الحكم.
كشف أمرهم من قبل أجهزة المخابرات السورية وأمر السراج باعتقالهم بعد رفع الحصانة النيابية عنهم. تمكن إليان من الهرب إلى تركيا قبل صدور مذكرة توقيف بحقه، واعتقل العجلاني والأتاسي وظلّوا سجناء حتى صدور أمر بنقلهم إلى الإقامة الجبرية في الإسكندرية في زمن الوحدة السورية المصرية سنة 1960.

#### الوفاة
حُكم ميخائيل إليان غيابياً أمام محكمة مخصصة لدمشق، برئاسة الضابط الشيوعي عفيف البزري الذي حكم عليه بالإعدام. لم يعد إلى سورية من يومها وظلّ مقيمياً في تركيا لغاية وفاته.

#### المناصب

##### وزيراً للخارجية (24 آب – 30 أيلول 1945)
- سبقه في المنصب: جميل مردم بك
- خلفه في المنصب: سعد الله الجابري

##### وزيراً للأشغال العامة (27 نيسان – 27 كانون الأول 1946)
- سبقه في المنصب: نعيم أنطاكي
- خلفه في المنصب: الدكتور عدنان الأتاسي

##### وزيراً للاقتصاد الوطني (22 آب – 9 تشرين الثاني 1948)
- سبقه في المنصب: سعيد الغزي
- خلفه في المنصب: حنين صحناوي